# Guianacara sphenozona
Guianacara sphenozona és una espècie de peix de la família dels cíclids i de l'ordre dels perciformes.

## Morfologia
Els mascles poden assolir els 8,5 cm de longitud total.

## Distribució geogràfica
Es troba a Sud-amèrica: Surinam i, probablement també, Guaiana.